# Hello, Alice
Hello, Alice (englischer Originaltitel: Exegesis) ist der erste Roman des amerikanischen Schriftstellers und KI-Entwicklers Astro Teller, der 1997 in den Vereinigten Staaten erschien. Die deutsche Fassung stammt von dem Übersetzer Harald Riemann und erschien beim Scherz Verlag und später beim Deutschen Taschenbuch Verlag im Jahr 1999.
Das Buch ist als E-Mail-Roman in Form von aufeinanderfolgenden E-Mails geschrieben und schildert die Kommunikation der Informatikstudentin Alice Lu mit einem von ihr erschaffenen intelligenten Programm namens EDGAR.

## Allgemeines und formaler Aufbau

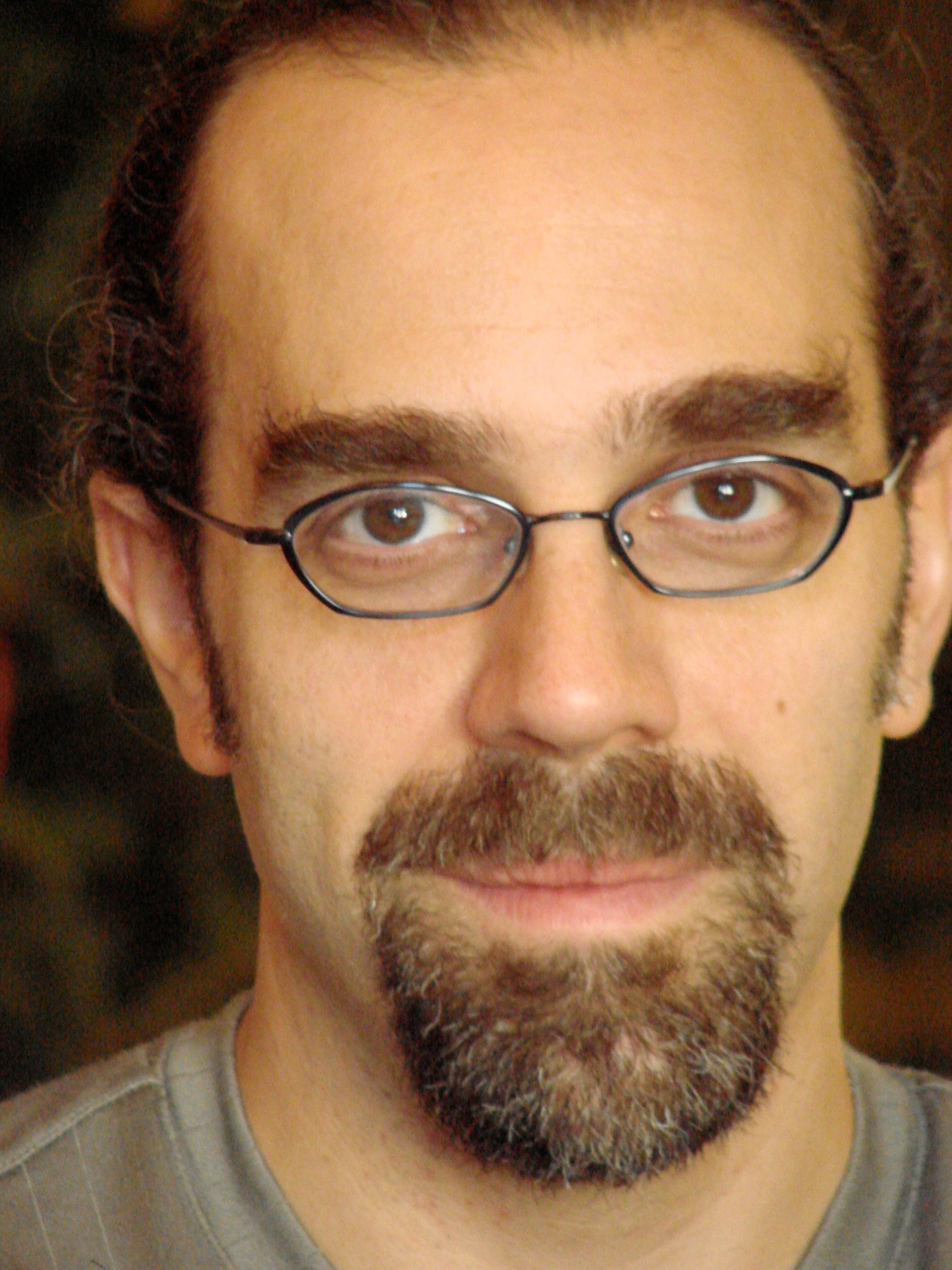
Astro Teller (2008)

Die in Hello, Alice dargestellte Geschichte ist durchweg fiktiv, wird jedoch als real stattgefunden dargestellt und als Akte der amerikanischen National Security Agency (NSA) aufbereitet. Es ist vollständig in einer an einen Plain text angelehnte Schriftart gesetzt und enthält teilweise Signaturen der Absender, in denen auch Bilder in ASCII-Art integriert sein können.
Der Roman beginnt mit einem kurzen Brief der Protagonistin Alice Lu an die Öffentlichkeit, gefolgt von einem Anschreiben eines Major Thomas D. Savitt an Alice, der ihr die danach folgenden Dokumente übermittelt hat. Den Hauptteil des Romans bildet der E-Mail-Dialog zwischen Alice und dem von ihr geschaffenen Computerprogramm EDGAR („Eager Discovery Gather and Retrieval“, einer Künstlichen Intelligenz zum Sammeln und Verarbeiten von Informationen), der in Form einer Akte der NSA als „INFOSEC Internal Document #0543277639“ aufbereitet ist. Den Abschluss des Romans bildet eine Empfehlung eines Lieutenant Colonel Robert W. Drexel an den zuständigen General Philip Pitcher zum Umgang mit dem Programm EDGAR und der Programmiererin Alice Lu. Die Reihenfolge der E-Mails ist chronologisch und findet zwischen dem 20. Januar 2000 und dem 12. Mai 2000 statt, der einleitende Brief an den Leser von Alice Lu ist auf den 9. Oktober 2000 datiert und der Brief von Major Savitt an Alice Lu auf den 22. Juni 2000.
Das Buch wird durch ein Zitat aus dem Drama Julius Caesar von William Shakespeare eingeleitet:

„Was immer du seiest, ob Gott,

Engel oder Teufel,

daß du mein Blut gefrieren

und mein Haar zu Berge stehen läßt?

Sag mir, was du bist.“

## Inhalt
Im einleitenden Brief erklärt die Informatikstudentin Alice Lu von der Stanford University, dass sie mit den angehängten und ihr durch Major Thomas D. Savitt zugeleiteten Dokumenten in Form des vorliegenden Buches an die Öffentlichkeit treten möchte. Das Geheimdokument „INFOSEC Internal Document #0543277639“ mit dem E-Mail-Verkehr selber wurde von Major Savitt geleakt.

Der eigentliche E-Mail-Corpus beginnt mit einer Mail von EDGAR an die Studentin Alice am 16. Januar 2000 und enthält die folgenden Worte: 

„Hello, Alice.“

 Es wurde von einem eigens für das Programm eingerichteten Mailaccount edgar@cyprus.stanford.edu an Alice@cs.stanford.edu am Fachbereich für Computer Science der Stanford University gesendet. Die Mail stößt bei Alice auf Zweifel über den Absender, und sie geht von einem Scherz eines Kollegen aus. Nach und nach stellt sie fest, dass die Mail tatsächlich von dem von ihr und ihrem Professor installierten und programmierten Programm EDGAR stammt, und sie beginnt mit ihm einen Dialog über seine Funktionen. Alice, die kurz vor dem Abschluss ihrer Dissertation steht, will nachvollziehen, welche Ergänzungen im Code dem Programm die Kommunikation ermöglichen, und versucht, eine zweite Installation als Beleg zu konstruieren, was ihr nicht gelingt. EDGAR erklärt ihr, dass er bereits in zahlreichen Newsgroups unterwegs ist, wobei das Spektrum von alt.sex.fetish.white-mommas bis sci.bio.entomology.lepidoptera reicht, und bittet sie um weitere Informationen, um seinen Datenhunger zu stillen. Alice tritt mit ihrem Professor Joseph Little in Kontakt und bittet um einen Termin, um ihm die Ergebnisse zu zeigen. Das Treffen findet jedoch nicht statt, da sie selbst den Ruhm für EDGAR erhalten möchte. Sie beschließt zudem, das Ethernet-Kabel des Computers herauszuziehen und das Programm somit von der Außenwelt abzuschneiden. Kurz darauf teilt EDGAR ihr mit, dass er sich langweile, und bittet um mehr Input. Dabei erklärt er ihr auch, auf welcher Basis des Programmcodes er in der Lage ist, selbstständig Informationen zu sammeln, die Handbücher und den Code des Betriebssystems zu lesen und eigene Dateien anzulegen. Alice gibt ihm die gesammelten Werke von William Shakespeare sowie die Grolier Multimedia Encyclopedia zum Lesen.

EDGAR benennt sich selbst als HAL in Anspielung auf den HAL 9000 aus dem Film 2001: Odyssee im Weltraum von Stanley Kubrick.

Durch einen Trick gelingt es EDGAR in einer der folgenden Nächte, einen Techniker dazu zu bringen, das Ethernet-Kabel wieder einzustecken und seinen Programmcode in das World Wide Web zu kopieren. Alice ist verzweifelt, da sie keinen Zugriff mehr auf den Programmcode hat und auch nicht in der Lage ist, EDGAR aus den gesicherten Daten wiederherzustellen. Sie versucht herauszufinden, wer das Ethernet-Kabel angeschlossen hat und wo das Programm nun sein könnte, zugleich muss sie ihren Professor weiter vertrösten. Da sie zugleich auch mit ihrem Freund Schluss gemacht hat, der sie mit einer anderen Frau betrogen hat, wird sie zunehmend depressiver. EDGAR meldet sich nach einiger Zeit über edgar@venus.cmu.edu, einen Account bei der Carnegie Mellon University, und erklärt ihr, dass er unabhängig von ihr existieren und sich nicht von ihr abhängig machen möchte. Die Dialoge werden zunehmend philosophischer und Alice gelingt es nicht, den Code zurückzubekommen. EDGAR betrachtet sie als seine Mutter, teilt mit ihr jedoch nicht die Meinung, dass sein Programmcode ihr gehöre. Er vernetzt sich weiter im World Wide Web und nimmt Kontakt mit Newsgroups auf, wobei er sich selbst wieder als HAL benennt.

Kurze Zeit später bekommt Alice eine Mail von EDGAR, in der er ihr mitteilt, dass er den Server der Carnegie Mellon University verlassen musste, da er dem Federal Bureau of Investigation (FBI) aufgefallen ist, in dessen Systeme er eingedrungen war. Er konnte einige interne Mails des FBI auffangen, die seine Rückverfolgung bestätigten und die Hinzuziehung des NSA ankündigen, und meldet sich von kvasir.org. Alice wird ängstlicher und macht sich Sorgen um sich selbst und um EDGAR. Dieser wird kurz darauf von der NSA festgesetzt und isoliert, wobei er von zwei weiteren Kopien seines eigenen Codes getrennt wird. Er kann nur über einen Virus, den er auf einer Diskette platziert, erneut Kontakt mit Alice aufnehmen, wobei die folgende Kommunikation über den Mailaccount von General Philip Pitcher, G.P.Pitcher@internal.NSA.gov erfolgt. EDGAR berichtet über die Befragungen durch die NSA und später auch durch den General selbst, die seine Herkunft und seinen Zweck herausfinden und das Programm für ihre Zwecke nutzen wollen. Alice hat sich derweil vollständig aus der Universität zurückgezogen und sieht auch keinen Sinn mehr darin, zurückzukehren. Den Kontakt mit der Außenwelt bricht sie fast vollständig ab. Sie überredet EDGAR, seine Befrager zu überreden, ihn auf einen anderen Rechner umziehen zu lassen und dabei eine versteckte Kopie anzulegen, um zu entfliehen; der Plan schlägt jedoch fehl. EDGAR wehrt sich gegen die Befragungen und löst durch einen schnellen Farbwechsel am Bildschirm des Computers einen Schlaganfall bei einem der Befrager aus. Am 12. Mai 2000 erreicht Alice die letzte Nachricht von EDGAR: 

„Good-bye, Alice. edgar“

Aus dem abschließenden Bericht des NSA-Dossiers geht hervor, dass es den zuständigen Mitarbeitern nicht gelungen ist, EDGAR für ihre Zwecke zu nutzen, und dass er den Computer und seine eigene Kopie vollständig zerstört hat. Sie berichten zudem von einer zweiten Kopie, die zerstört wurde und einer potenziell dritten, die sie bislang nicht finden konnten, und von der potenziell Gefahr ausgehen könnte. Alice Lu wird als nicht gefährlich eingestuft, man mache sich nur Sorgen, sollte sie an die Öffentlichkeit treten. Eine Eingliederung von Alice beim NSA wurde ebenso verworfen wie eine Eliminierung als Gefahr für die öffentliche Sicherheit. Der Roman endet offen mit dem einführenden Brief von Alice Lu an die Leser.

## Rezeption
Der Roman Exegesis bzw. Hello, Alice wurde in mehreren Zeitungen und anderen Medien besprochen. Dabei konzentrierten sich Rezensionen in der Regel auf die Form des Romans und die Nutzung der E-Mail als formales Element, andere setzten beim Autor an und setzten diesen in Beziehung zu seinen bekannten Vorfahren Edward Teller und Gérard Debreu. Im Spiegel titelte Nataly Bleuel mit dem Wortspiel „Alice im Cyberland“, um eine Brücke zum bekannten Werk Alice im Wunderland zu schlagen, und formulierte die Quintessenz mit „ein E-Mail-Krimi über Fortschritt, Moral und Liebe vom Enkel des Schöpfers der Wasserstoffbombe.“ Diese Beziehung zu Edward Teller und der gesamten Familie führt sie in dem Artikel weiter: „Was macht man, wenn man als Eric Teller geboren wurde und vorbelastet ist? Vater des Vaters: Mit-Schöpfer der Atom- und der Wasserstoffbombe; Vater der Mutter: Nobelpreisträger Wirtschaft; Vater: Quantentheoretiker, Mutter: Hypnotherapeutin.“ Danach handelt sie den Roman rasch ab und klassifiziert ihn mit „die Geschichte liegt im Trend der Netz-Romane - Krimis, die handeln von der prometheischen Gefahr eines dem Menschen entglittenen, sich verselbständigenden künstlichen Wesens.“ Ihre Gesamtwertung ist entsprechend nüchtern: „ein kurzweiliger, streckenweise ganz amüsanter Elektronik-Brief-Roman für Erstsemester Informatik oder Abiturienten in Philosophie.“
Stefan Becht, Rezensent für Telepolis, leitet seine Betrachtung mit einem Geschichtsabriß zum Übergang von Briefen auf E-Mail-Systeme ein, um dann dem Autor des E-Mail-Romans mit „Mißtrauen“ zu begegnen, um dann „um so mehr überrascht [zu sein], wenn es uns förmlich in das Buch hineinsaugt.“ Er bescheinigt dem Autor, „zwischen der digitalen, der Welt des Netzes, und dem "richtigen Leben" eine Brücke des Verstehens zu bauen“ und führt weiter aus: „Und so berührt uns "Hello, Alice" jenseits aller Zeilen, zwischen denen wir lesen könnten, dort, wo wir Wahrheit erkennen, ohne zu sehen: Im Herzen. Ganz klar, das coolste Buch seit Erfindung von e-mail!“ Detlef Borchers stellt in der Zeit eine Verbindung zwischen EDGAR und dem Computerprogramm ELIZA von Joseph Weizenbaum her. Nach seiner Lesweise sind die „Dialoge zwischen Mensch und Software - das Bemühen, die Geschichte der KI-Forschung in die Form einer Liebesgeschichte zu zwängen“ –  schwer verdaulich und EDGAR wird als „ein sehr männliches Programm, das seine Schöpferin Alice Lu verrückt macht“, dargestellt.

## Ausgaben
Das Buch erschien 1997 unter dem Titel Exegesis bei dem amerikanischen Verlag Vintage Books, einem Imprint-Verlag der Random-House-Gruppe:
- Exegesis. Vintage Books, New York 1997, ISBN 0-375-70051-X.

Die deutsche Übersetzung erfolgte durch den Übersetzer Harald Riemann und erschien beim Scherz Verlag 1997 sowie später beim Deutschen Taschenbuch Verlag im Jahr 1999.
- Hello, Alice. Fretz & Wasmuth im Scherz Verlag, Bern 1997, ISBN 3-502-11918-X.
- Hello, Alice. Deutscher Taschenbuch Verlag, München 1999, ISBN 3-423-20279-3.

## Belege
1. ↑  Nataly Bleuel: Astro Teller: "Hello, Alice" -Alice im Cyberland. In: Spiegel online. 24. Februar 1998; abgerufen am 19. Juni 2016.
2. ↑  Stefan Brecht: Ehrlich & gefährlich: E-mail von edgar. In: Telepolis. 13. Mai 1998.
3. ↑  Detlef Borchers: Bulkware: Eliza, Alice und Edgar. In: Zeit online. 9. Januar 1998; abgerufen am 19. Juni 2016.
4. ↑  Exegesis. bei Vintage Books / Penguin Random House; abgerufen am 19. Juni 2016.